# Necronomicon

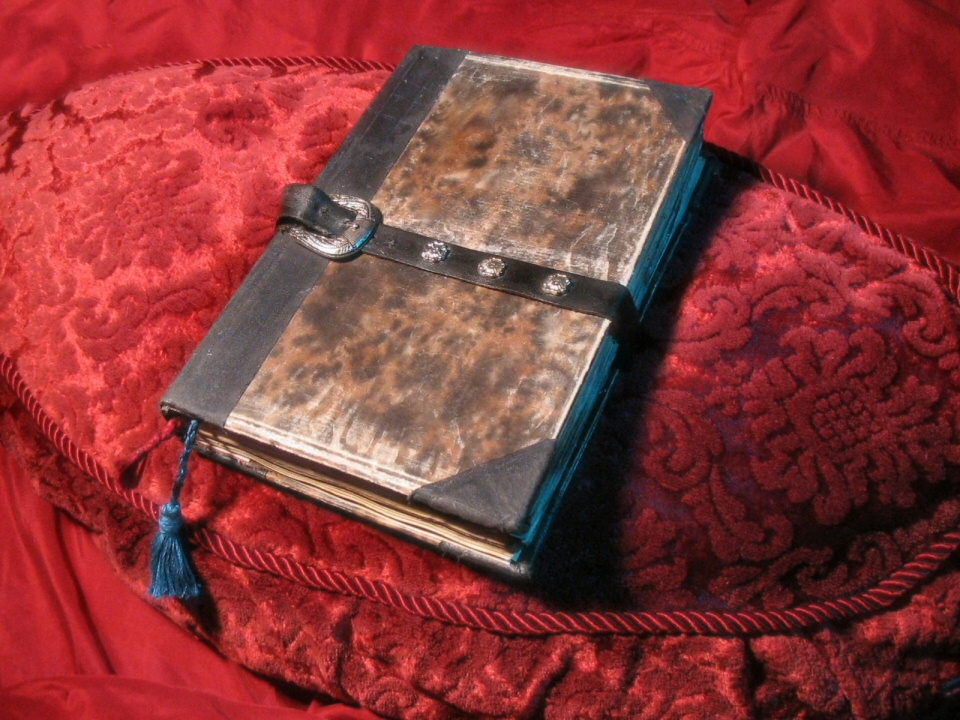
Il Necronomicon, come immaginato e realizzato da un fan

Il Necronomicon è uno pseudobiblion, cioè un libro mai scritto, ma citato come se fosse vero in libri realmente esistenti. Il Necronomicon, infatti, è un espediente letterario creato dallo scrittore statunitense H.P. Lovecraft per dare verosimiglianza ai propri racconti, che diventò gradualmente un gioco intellettuale quando anche altri scrittori cominciarono a citarlo nei loro racconti di genere horror o fantascientifico. Lo stesso Lovecraft fu quasi costretto, a un certo punto, a confessare che il Necronomicon era una sua invenzione quando si accorse che troppi suoi lettori lo avevano preso sul serio; ed anche oggi non mancano persone che credono alla reale esistenza del Necronomicon.
Secondo Lovecraft, il Necronomicon (in arabo: Al Azif) sarebbe un testo di magia nera redatto dall'"arabo pazzo" Abdul Alhazred, vissuto nello Yemen nell'VIII secolo e morto a Damasco in circostanze misteriose: Lovecraft immagina che fosse stato fatto a pezzi in pieno giorno da un essere invisibile. Il nome Alhazred sarebbe un gioco di parole costruito sul significato nascosto dell'inglese "all has read", ovvero "ha letto tutto".

## Etimologia
In una lettera Lovecraft sostiene che il titolo, apparsogli in sogno, significa La descrizione delle Leggi dei Morti (o che governano i Morti), significato derivato dalle parole greche nekros (cadavere), nomos (legge) ed eikon (immagine, descrizione). La traduzione più comune è, invece, Libro dei Nomi dei Morti, perché fanno derivare il secondo segmento del titolo dal greco onoma (nome, titolo di libro).
Altre ipotesi sono Le consuetudini dei Morti (da nomos = legge, uso, costume) oppure Guida alla terra dei Morti (da nom- = spazio, distretto, regione) oppure ancora Il Libro del Legislatore Morto (da nomikos = legislatore).
Secondo August Derleth, amico ed editore di Lovecraft, il nome Necronomicon fu ricalcato dallo scrittore sul titolo degli Astronomicon Libri («libro che riguarda gli astri») del poeta romano di età augustea Marco Manilio, per cui il significato sarebbe Libro che riguarda la Morte.

## Storia fittizia ideata dall'autore
(dalla prefazione al Necronomicon.)
Secondo Lovecraft il titolo originale dell'opera è Al Azif, un termine arabo che sarebbe usato per indicare i suoni notturni prodotti da certi insetti, ma che la tradizione popolare identifica con il linguaggio dei demoni.
L'autore di questo libro sarebbe un certo Abdul Alhazred, un poeta pazzo di San'a, nello Yemen, probabilmente vissuto nel periodo omayyade (VII-VIII secolo) e che passò gli ultimi anni di vita a Damasco, dove scrisse il libro, intorno al 730, e dove morì, nel 738, in circostanze misteriose. Il libro conterrebbe un racconto mitologico sui Grandi Antichi, la loro storia e i metodi per invocarli. Del libro fu fatta una traduzione in greco ad opera di Teodoro Fileta (responsabile anche del nome greco Necronomicon), forse un monaco di Costantinopoli, nel 950 e una in latino ad opera del danese Olaus Wormius nel 1228 (in realtà, il vero Olaus Wormius/Ole Worm è vissuto tra il XVI e il XVII secolo), il quale annota nella prefazione come l'originale arabo fosse già considerato perduto ai suoi tempi.
La versione latina fu stampata due volte: una prima volta in caratteri gotici, presumibilmente in Germania, nel XV secolo; una seconda volta nel XVII secolo, probabilmente in Spagna. Il mago elisabettiano John Dee e il suo assistente Edward Kelley entrarono in possesso di una copia del Necronomicon a Praga, durante una visita all'imperatore "occultista" Rodolfo II e si ritiene che ne abbiano fatto una traduzione in inglese, della quale rimangono solo alcuni frammenti. Sembra che già dal medioevo il libro fosse stato messo all'indice dalla Chiesa cristiana e poi, via via, da tutte le religioni organizzate del mondo.

### Cronologia
- 730 - Abdul Alhazred scrive a Damasco il libro Al Azif.
- 950 - Teodoro Fileta a Costantinopoli traduce in greco Al Azif con il titolo Necronomicon.
- 1050 - Il Patriarca Michele ordina la distruzione delle copie tradotte in greco. Il testo arabo originale sparisce.
- 1070 - Teofilatto traduce di nuovo in greco Al Azif.
- 1228 - Olaus Wormius traduce in latino il testo in greco del Necronomicon.
- 1232 - Papa Gregorio IX ordina la distruzione delle copie in greco e latino del Necronomicon.
- XV secolo - Edizione tedesca in caratteri gotici della traduzione latina.
- 1472 - Edizione di Lione (Francia) della traduzione latina di Olaus Wormius.
- 1550 - Edizione italiana del testo in greco.
- 1580 o 1586 - Traduzione inglese del Necronomicon latino, frammentaria e mai stampata, ad opera di John Dee e Edward Kelly.
- 1598 - Altra versione inglese del Necronomicon latino, ad opera del barone Federico I del Sussex che la intitola Cultus Maleficarum, meglio nota come Manoscritto del Sussex.
- 1622 - Edizione spagnola della traduzione latina.

## Storia nel mondo reale
C'è incertezza su quale possa essere stata la fonte ispiratrice di Lovecraft per la creazione del Necronomicon. Secondo Gianfranco de Turris e Sebastiano Fusco sarebbe stata la Chiave di Salomone, un celebre grimorio che l'autore di Providence avrebbe conosciuto attraverso Ceremonial Magic, un libro di Arthur Edward Waite del 1898, mentre secondo lo studioso statunitense Roger Bryant il Necronomicon sarebbe un adattamento del Picatrix, un testo arabo di magia del XII secolo. Per Domenico Cammarota, invece, il Picatrix non può essere la fonte del Necronomicon perché non è un testo di magia, ma di alchimia e di erboristeria. Lovecraft, però, si sarebbe ispirato al suo autore, l'alchimista iracheno ‘Abd al-Latīf, per creare la figura di Abdul Alhazred.
Il libro cominciò ad uscire dalla finzione letteraria per entrare nel mondo reale nel 1941, quando un antiquario di New York, Philip Duchesne, mise nel proprio catalogo un riferimento al Necronomicon, di cui forniva la descrizione e fissava il prezzo a 900 dollari. Nel 1953 il giornalista Arthur Scott, in un articolo sul mensile statunitense Sir!, sostenne che il Necronomicon fosse scritto su fogli di pelle umana prelevata da persone uccise con fatture stregonesche.
Da quel momento si moltiplicano i riferimenti al Necronomicon sui bollettini dei bibliofili e perfino nel catalogo della Biblioteca Centrale dell'Università della California. Alla fine degli anni sessanta L. Sprague de Camp, durante un viaggio in Asia, acquista uno strano manoscritto proveniente da un villaggio del nord dell'Iraq e al ritorno lo fa esaminare da alcuni esperti statunitensi che però lo avvertono che il testo è una sequenza di segni priva di significato, che cerca di assomigliare al persiano e che risale al XIX secolo: un imbroglio, insomma. Sprague De Camp decide comunque di pubblicarlo in facsimile, raccontando la vicenda e facendolo passare per il Necronomicon, aggiungendo particolari inquietanti per rendere il tutto verosimile.
Negli anni settanta Colin Wilson sostiene che Lovecraft mentiva quando affermava che il Necronomicon non esiste, per coprire le responsabilità del padre, affiliato alla massoneria egiziana fondata da Cagliostro e possessore di una copia del Necronomicon (probabilmente, nella traduzione inglese effettuata da John Dee).
Roberto Volterri sostiene che il Necronomicon non sia del tutto un'invenzione letteraria di Lovecraft, ma che abbia tratto spunto da informazioni avute da Sonia Greene, già discepola di Aleister Crowley, per pochi anni consorte del "Solitario di Providence".

## Edizioni italiane moderne
- (a cura di) George Hay, Necronomicon. Il libro segreto di H. P. Lovecraft, Fanucci Editore, 1979.
- (nel nome della) Grande Confraternita Rossa, Frank G. Ripel, La magia stellare. Il vero Necronomicon, ed. Hermes, 1986.
- Pietro Pizzari, Necronomicon. Magia nera in un manoscritto della Biblioteca Vaticana, ed. Atanor, 1993.
- (a cura di) Sergio Basile, Giampiero De Vero, Necronomicon. Nuova edizione con sconvolgenti rivelazioni e le tavolette di Kutu, Fanucci Editore, 1994.
- H. P. Lovecraft, Necronomicon 2. La tomba di Alhazred, Fanucci Editore, 1997.
- (a cura di) Sergio Basile, Necronomicon. Storia di un libro che non c'è, Fanucci, Roma 2002.
- Roberto Volterri, Archeologia dell'introvabile, SugarCo 2006.
- (a cura di) Azazel, Necronomicon. Il libro segreto dei Nephilim, Aradia 2008.
- Roberto Volterri e Bruno Ferrante, 'I Libri dell'Abisso', Eremon Edizioni, 2014 ISBN 978-88-89713-47-1.
- Claudio Foti, 'Necronomicon: Mito & Leggenda', (prefazione S. T. Joshi) I Miti di Arkham 2022 ISBN 979-8837954252
- 'Il Necronomicon. Ovvero i racconti delle Leggi dei Morti ispirati dal grimorio dell'arabo pazzo Abdul Alhazred a Howard Phillips Lovecraft ' a cura di Giuseppe Lippi, 2017 Mondadori ISBN 978-88-04-68256-1

## Altri media
Cinema
- Necronomicon - Geträumte Sünden è il titolo di un film diretto da Jesús Franco nel 1967. Secondo il regista spagnolo, il film sarebbe ispirato alla prima parte del testo di Abdul Alhazred.
- Nella serie La casa, ideata e diretta da Sam Raimi, le vicende ruotano attorno al Necronomicon Ex-Mortis, un testo di necromanzia sumero rilegato in pelle umana e scritto col sangue. Nel terzo film della serie, L'armata delle tenebre, il Necronomicon è l'unico strumento in grado di riportare il protagonista, Ash, alla sua epoca, dopo essere stato portato dallo stesso nel Medioevo.
- In Ash vs Evil Dead, il protagonista è il sopravvissuto de La casa e nella serie televisiva dovrà affrontare i demoni evocati da lui 30 anni prima.
- Necronomicon è un film diretto da Christophe Gans, Brian Yuzna e Shūsuke Kaneko.
- Il libro appare nel film Maial Zombie - Anche i morti lo fanno di Mathias Dinter (2008), dove viene descritto come una bibbia dell'occulto, comprensiva di istruzioni per celebrare rituali e creare pozioni magiche.

Videogiochi
- Nel videogioco Alone in the Dark è possibile trovare il Necronomicon insieme ad altri libri immaginari.
- Necronomicon è anche un gioco horror di avventura grafica.
- Il Necronomicon è un libro acquistabile nella mappa Defense of the Ancients del videogioco Warcraft III: Frozen Throne.
- Necronomicon è anche l'interfaccia del menu del videogioco Eternal Darkness: Sanity's Requiem per Nintendo GameCube. Mettendo in pausa, durante il gioco, si entra nel menù che è proprio il Necronomicon, rilegato in pelle umana.
- Nel videogioco Team Fortress 2 una parodia del libro, il Bombinomicon, è un oggetto achievement sbloccabile ad Halloween.[1]
- Una copia del Necronomicon, con un nome leggermente diverso è visibile in una missione di Fable II, che consiste nel recuperare il Necronomicon sconfiggendo un'armata di non-morti.
- In Fallout 3 Point Lookout vi è un libro maledetto e misterioso denominato Krivbeknih (riferimento appunto del Necronomicon), che il giocatore dovrà rubare ad un gruppo di tribali che compiono sacrifici con persone e poi distruggerlo in un luogo chiamato Dunwich Building (sempre riferito alle opere di Lovecraft).
- In Tales of Symphonia, il Necronomicon è un libro usato nella subquest di Abyssion. Serve a risvegliare i morti.
- Nel videogioco Fable II è presente una missione che consiste nel recupero del Necronomicon, nel gioco però chiamato Normanomicon, dopo che due amici/scienziati lo hanno utilizzato sguinzagliando non morti per tutto il cimitero di Bowerstone.
- Nel videogioco Fable III, c'è una missione che consiste nel recupero del Necronomicon per conto di due fantasmi, che lo utilizzeranno per evocare una festa di spiriti.
- Nei videogiochi DotA e DotA2 il Necromicon è uno degli oggetti acquistabili.
- Nel videogioco Sherlock Holmes: Il risveglio della divinità il libro è al centro delle vicende della trama, dove il celebre investigatore si trova ad affrontare la setta degli adoratori di Cthulhu.
- Nei videogiochi King's Bounty: The Legend e King's Bounty: Armored Princess, il Necronomicon è una delle creature evocabili sul campo di battaglia.
- Il Necronomicon è presente come libro nel videogioco The Binding of Isaac.
- Nel videogioco Penumbra: Black Plague è possibile trovare il Necronomicon su uno degli scaffali nella libreria (non si potrà tuttavia interagire con il libro).
- In Corpse Party: Book of Shadows, il Necronomicon è nascosto da una falsa parete nella casa di Yoshie Shinozaki. Il "Book" a cui si fa riferimento nel titolo del videogioco è proprio il Necronomicon.
- Nel videogioco Divinity: Original Sin è possibile trovare una copia del "Necronomicon of Cooking" all'interno del Tempio degli Immacolati.
- Nella storia zombie dei Call of Duty sviluppati da Treyarch, il Necronomicon, chiamato nel gioco Kronorium, sarà fondamentale per svolgere il piano del Dottor Monty nella mappa "Revelations" e per salvare l'universo dagli Apothicon
- Nel videogioco Danganronpa V3: Killing Harmony, il Necronomicon è presente nel capitolo: "Transfer student from beyond the grave".
- Nel videogioco Enter the Gungeon è presente l'Armonomicon, parodia del Necronomicon.
- In Assassin's Creed Mirage come parte della missione secondaria Topo di biblioteca il Kitab al-Azif è uno dei sette libri perduti da riportare ad Al-Jāhiz alla Casa della Sapienza di Baghdad.

Altro
- Necronomicon è il titolo della prima grande raccolta di immagini realizzate dall'artista svizzero Hans Ruedi Giger, pubblicata nel 1977; il regista Ridley Scott avendo avuto modo di conoscere il libro durante la fase di pre-produzione del film Alien, ha poi assunto Giger per produrre le opere d'arte concettuale e i disegni per il film.
- Nel romanzo fantasy comico La luce fantastica di Terry Pratchett, dei paesani stanno bruciando un libro chiamato Necrotelecomnicon (nome storpiato del Necronomicon), usato per contattare i morti.
- Nel 18º episodio della sesta stagione di Dr. House - Medical Division ("La caduta del cavaliere") si vede il Necronomicon, usato da un paziente "stregone".
- Nell'episodio de I Simpson "Tafferuglio in famiglia" (in originale "Brawl in the Family"), il personaggio di Montgomery Burns fa menzione del Necronomicon, e mostra di possederne una copia.
- Il Necronomicon compare nella biblioteca di un alchimista nel romanzo Il mercante di libri maledetti, thriller medioevale dello scrittore Marcello Simoni. In un dialogo fra uno dei protagonisti e l'alchimista in questione viene anche citata la traduzione in greco di Teodoro Fileta di Costantinopoli.
- La Necronomicon Press, casa editrice americana specializzata in romanzi horror e fantasy, prende il nome dal Necronomicon.
- È citato come libro letto da il Nero, protagonista del libro di avventure piratesche per ragazzi L'ultimo pirata di Matteo Mazzuca.
- Il testo è altresì citato durante la puntata 14x12 di South Park (L'avvento di Mysterion), facente parte di una mini-serie di episodi (14x11- 14x12 - 14x13) nei quali compare la semi-divinità Chtulhu, risvegliata a causa di ripetute trivellazioni (terrestri e lunari) da parte della compagnia petrolifera BP.
- È citato nel libro La morte ci sfida di Joe R. Lansdale.
- Nel libro Un mondo nuovo. A twisted tale - storia what if del classico Disney Aladdin scritto da Liz Braswell della serie A twisted tale, compare con il suo nome arabo Al Azif, ed è un libro di cui Jafar brama impadronirsi per usarlo per riportare in vita i morti, in modo da infrangere uno dei divieti della magia. E si dice che chi si impossessa di quel libro può sia sollevare un'intera armata di morti viventi che uccidere con la sola forza del pensiero.